# 莱谢克·科塞多夫斯基
莱谢克·科塞多夫斯基（波蘭語：Leszek Kosedowski，1954年5月25日—），波兰男子拳击运动员。他曾代表波兰参加1976年夏季奥林匹克运动会拳击比赛，获得一枚铜牌。

## 家庭
有弟弟克日什托夫·科塞多夫斯基。